# 猫村伊吕波
猫村伊吕波是在三麗鷗前子公司三麗鷗威浪的项目「和Hello Kitty在一起！」中，由日本漫画家Okama创作的虚构人物。其中，三麗鷗威浪改编的同名Vocaloid歌声库系列较为知名，此系列是由日本软件公司AHS开发和发行。

## 概要
「和Hello Kitty在一起！」（ハローキティといっしょ！）是日本三丽鸥前子公司三麗鷗威浪开展的项目，通过邀请秋叶原系人气插画家们来创作被设定为热爱Hello Kitty的人物「超Kittyler」，再根据人物推出商品售卖。猫村伊吕波是日本漫画家Okama创作的人物，作为「超Kittyler」的第一弹在2009年7月17日发表。猫村伊吕波是一名有着亮粉色短发黑色瞳孔的少女，穿着是偶像风格的衣着，扎着像猫尾巴一样的长马尾辫，头戴附有Hello Kitty同款红色蝴蝶结的红色猫耳头饰，手里撑着巨大的Hello Kitty猫脸图案太阳伞，拉着猫脸包包的小拉车，脖子前和肚脐下佩戴着猫脸饰品。伊吕波被设定为，以世界上Kittyler们全都憧憬的「铂金Kittyler」为目标，挑战着铂金Kittyler评选会的少女。
2010年10月22日，三丽鸥和日本软件公司AHS合作的猫村伊吕波歌声库《Vocaloid 2：猫村伊吕波》发行，其中Okama为伊吕波设计了前卫风格的衣着，这是以「Hello Kitty×和風×音乐」的概念并结合机甲元素而设计的。伊吕波头戴的猫脸头盔是具有小型工作室和放大器功能的「Announcement booth」，配备浮动麦克风「Floating-microphone」，双手佩戴着能扩大声音的扬声器「Dynamic-Phonon Buster」，身边还有两个浮动扬声器「Chorus speaker」。
2012年6月7日发行的动作方块游戏《和Hello Kitty在一起！Block Crash V》中，主题曲〈Love Lock〉（ラブロック）是使用伊吕波的Vocaloid 2歌声库合成。
2013年4月23日，猫村伊吕波在日本卡牌收集游戏《嫁Collection》中登场，配音是日本配音员松嵜麗。
2015年6月18日，包含两部歌声库的《Vocaloid 4：猫村伊吕波》发行，Okama根据两部歌声库为伊吕波设计了新造型。

## 其他媒体

### Vocaloid
- 《Vocaloid 2：猫村伊吕波》是由AHS（日语：AH-Software）开发的Vocaloid 2歌声库，作为Vocaloid 2 Editor的歌声插件于2010年10月22日发行，支持Windows。此库的擅长节拍为每分钟70至170拍，擅长音域为E2至G4，能够发出清晰的辅音和假音，能够用扎实的歌声演唱歌剧型歌曲。AHS并没有公布歌声数据录音人的身份，仅表明是一名专业歌手。[11]此库最初是AHS内部用于测试与雅马哈不同的录音方式和开发流程而开发，在三麗鷗前来合作后，此库便被三麗鷗冠上「猫村伊吕波」的包装。[12]首发限定版附带一张CD《翼/Abbey Fly》。[13]

- 《Vocaloid 4：猫村伊吕波》是由AHS开发的Vocaloid 4歌声库组合，作为Vocaloid 4 Editor的歌声插件于2015年6月18日发行，支持Windows和macOS。此组合包含两部库，基于上一代声库作出更新开发的「Iroha_Natural」，全新录制开发、音色柔软的「Iroha_Soft」，Natural的擅长节拍和擅长音域与前一代相同，Soft的擅长节拍为50至130拍，擅长音域为F2至F♭4。产品发售同日，AHS公布其歌声数据是由日本歌手佳館杏之助（佳館杏ノ助）录制。[14]产品附带语音素材集「exVoice」，一张CD和两具由Isao创建的MMD三维模型。[15]

## 脚注
1. ↑  . ITmedia News. ITmedia. 2009-07-29  [2010-10-22]. （原始内容存档于2020-06-02） （日语）.
2. ↑  . ハローキティといっしょ！. 2009-07-17  [2021-12-26]. （原始内容存档于2016-03-08） （日语）.
3. ↑  . 学習研究社. 2009: 52頁.
4. ↑  タニグチナオミ. . はてなニュース. 2010-09-17  [2021-12-26]. （原始内容存档于2021-12-29） （日语）.
5. ↑  株式会社ソニー・デジタルエンタテインメント・サービス. . CnetJapan. 2010-11-02  [2010-11-04]. （原始内容存档于2021-12-29） （日语）.
6. ↑  . ハローキティといっしょ！.   [2021-12-26]. （原始内容存档于2011-10-03） （日语）.
7. ↑   . ヤマハミュージックメディア. 2010: 21頁. ISBN 978-4636861327 （日语）.
8. ↑  . AV Watch (インプレス). 2010-09-17  [2010-10-22]. （原始内容存档于2021-12-29） （日语）.
9. ↑  . ゲームのお話. 2012-03-29  [2021-12-30]. （原始内容存档于2021-12-29） （日语）.
10. ↑  BIGLOBE. . @press. 2013-04-23  [2021-12-26]. （原始内容存档于2021-12-29） （日语）.
11. ↑  . ITmedia News (ITmedia). 2010-09-17  [2010-10-22]. （原始内容存档于2021-12-29） （日语）.
12. ↑  @nat0468.  (推文). 2019-12-15  [2021-12-27] –Twitter （日语）.
13. ↑  . BCN. 2010-09-17  [2021-12-27]. （原始内容存档于2021-12-29） （日语）.
14. ↑  @ahsoft.  (推文). 2015-06-18  [2021-12-30] –Twitter （日语）.
15. ↑  内山秀樹. . mynavi. 2015-05-22  [2021-12-30]. （原始内容存档于2021-12-29） （日语）.